# Kaylia Nemour
Kaylia Nemour (in arabo كيليا نمور‎?; Saint-Benoît-la-Forêt, 30 dicembre 2006) è una ginnasta algerina, campionessa olimpica nel 2024 e vice-campionessa mondiale alle parallele asimmetriche nel 2023.
Nata da madre francese e padre algerino, possiede la doppia nazionalità e dal 2022 gareggia per l'Algeria. Ai Mondiali del 2023 è diventata la prima ginnasta africana a vincere una medaglia ad un Campionato del mondo.

## Carriera
Dopo aver gareggiato per la Francia fra il 2019 e il 2021, nel 2022 scelse di cambiare nazionalità poiché il medico della Nazionale non aveva acconsentito al suo rientro in gara dopo aver subito due interventi alle ginocchia l'anno prima, nonostante il suo medico personale avesse invece dato parere positivo. Nel luglio 2022 la FIG approva il cambio di nazionalità di Nemour, ma la Federazione Francese blocca la richiesta per un anno, motivo per cui è impossibilitata a prendere parte a qualsiasi gara internazionale fino al luglio del 2023. 
Dopo aver ottenuto la licenza, gareggia ai Campionati Africani, dove vince l'oro individuale e il bronzo con la squadra algerina. Il risultato le permette di qualificarsi ai Campionati del Mondo, dove avrebbe avuto la possibilità di qualificarsi alle Olimpiadi di Parigi. In questa occasione esegue anche un Tkachev teso dalla piantata unita, un elemento che da questo momento porta il suo nome e a cui è stato assegnato un valore "G" (il più alto alle parallele asimmetriche). 
Ai Mondiali di Anversa si qualifica per la finale all-around e per la finale alle parallele con il terzo miglior punteggio: è la prima ginnasta africana a qualificarsi per una finale mondiale. Ottenendo questi risultati si qualifica ufficialmente per le Olimpiadi di Parigi. Nell'all-around termina in ottava posizione, mentre vince l'argento alle parallele.
Alle Olimpiadi di Parigi vince per l’Algeria la medaglia d’oro alle parallele e diventa la prima ginnasta Algerina ed Africana a vincere una medaglia Olimpica.